# عبدالعلی وزیری
عبدالعلی وزیری (زادهٔ ۱۲۸۶ – درگذشتهٔ ۳ تیر ۱۳۶۸) خوانندهٔ موسیقی اصیل ایرانی بود.

## زندگی

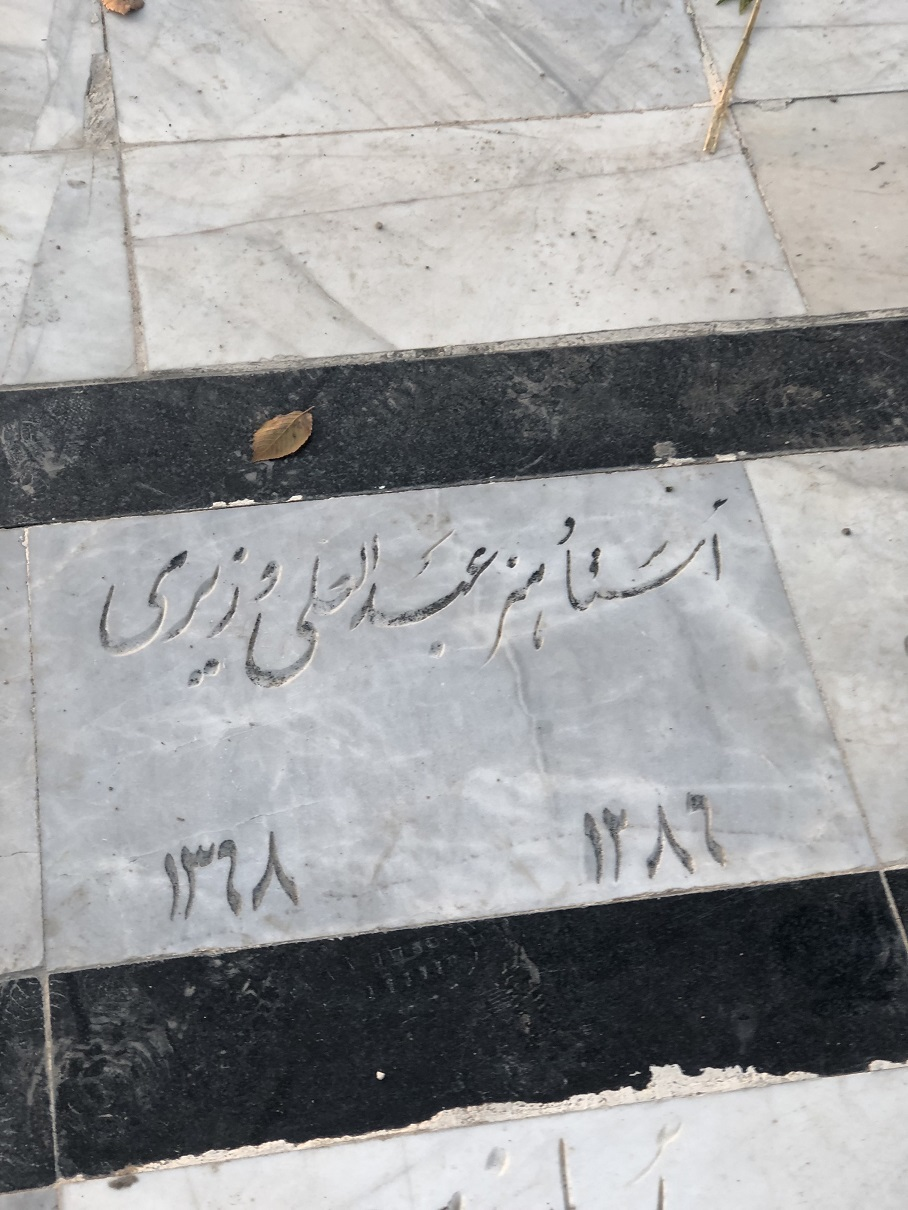
قبر وزیری در امامزاده طاهر

او که پسرعموی علینقی وزیری بود از ۱۲ سالگی در مدرسهٔ موسیقی که پسرعموی‌اش بنیان گذاشته بود به آموختن تار و آواز مشغول شد.
وزیری بزرگ تا پیش از پرورش یافتن عبدالعلی، قطعاتی را که می‌ساخت، خودش می‌خواند اما با پرورده شدن عبدالعلی، جانشین‌اش در آوازخوانی را پیدا کرد که شاید صدایش از نظر سازگاری با موسیقی سنتی ایران بر صدای خود او نیز برتری داشت.
صدای او که روح‌الله خالقی هم آن را می‌ستود باعث شد شنوندگان راحت‌تر آهنگ‌های نوآورانهٔ کلنل را بپذیرند.
عبدالعلی وزیری از ۱۳۱۴ تا ۱۳۲۰ به کارهای غیرموسیقایی روی آورد.
۲ سال در بانک سپه، ۲ سال دیگر در بانک ملی و دو سه سالی را هم در بنگاه راه‌آهن دولتی گذراند.
دلکش و شهرام ناظری خوانندگان نامدار از شاگردان عبدالعلی وزیری بوده‌اند.
او از سال ۱۳۲۲ همکاری با رادیو ایران را آغاز کرد و اولین خوانندهٔ مرد برنامهٔ گل‌ها بود. 